# Furacão Alberto (2000)
O Furacão Alberto foi um furacão no Oceano Atlântico a 1500 km de distância da costa. Durante três semanas de atividades foi considerado de categoria 3 pela Escala de Furacões de Saffir-Simpson, com ventos perto de 125 mph.